# Дом Барша
Дом Барша (дом Губернского правления) — историческое здание в Вологде, памятник культурного наследия. Дом был построен в 1781 году для вологодского купца Афанасия Ивановича Узденникова. 14 лет спустя владение выкупил за 7000 рублей вышедший в отставку адмирал Иван Барш. В 1807 году, после смерти Ивана Яковлевича, его сын командор Николай Барш продал усадьбу городу и в здании расположилось губернское правление.
Искусствоведы и историки архитектуры полагают, что автором проекта был зодчий из Польши. Симметричное членение фасада пилястрами отсылает к раннему классицизму, тогда как обильный лепной декор характер для позднего барокко. Внутренняя планировка была характерна для XVIII в. — парадные комнаты занимали весь второй этаж, а первый отводился под кладовые и жилые помещения.
В XX веке был утрачен кованый декор здания. В 1930-х дом отдали под квартиры кавалерийскому батальону, позднее в нём разместили детский сад. С конца 1990-х здание занимает Вологодский гарнизонный военный суд.